# Pôle européen de développement
Ne doit pas être confondu avec Agglomération transfrontalière du pôle européen de développement.

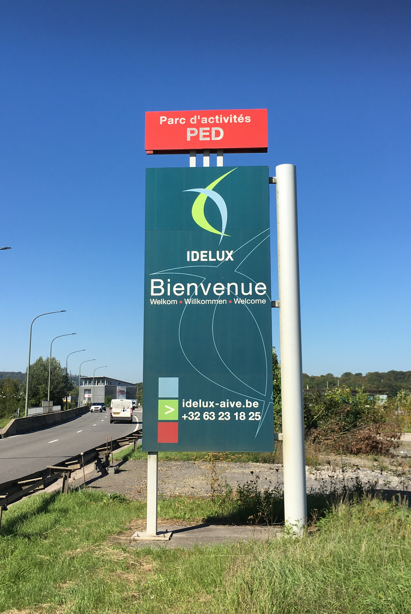
Panneau indiquant l'entrée du parc d'activité du PED entre Rodange et Athus, non loin de l'avenue de l'Europe.

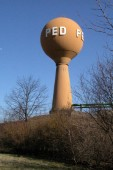
Le sigle « PED » inscrit sur le château d'eau de Rodange, non loin du tripoint Belgique-France-Luxembourg.

Le pôle européen de développement (abbrévié « P.E.D. ») est un espace économique, industriel et commercial inter-frontalier situé autour du tripoint Belgique-France-Luxembourg , où des partenariats et des objectifs communs ont été mis en œuvre entre les différentes autorités (communes, départements, provinces, cantons etc.) afin d'attirer des investisseurs et de nouveaux projets dans le but de redresser l'économie de ce bassin industriel après la crise de la sidérurgie dans le bassin lorrain, qui fut une catastrophe économique et sociale dans cette région.
Le « P.E.D. » se situe plus précisément autour des communes d'Aubange (sud-est de la province belge de Luxembourg), Mont-Saint-Martin (nord du département français de Meurthe-et-Moselle) et Pétange (sud-ouest du canton d'Esch-sur-Alzette au Grand-duché de Luxembourg).
Il est au cœur d'une agglomération urbaine transfrontalière d'environ 150 000 habitants, à laquelle il a donné son nom : l'agglomération transfrontalière du pôle européen de développement.

## Histoire

### Contexte

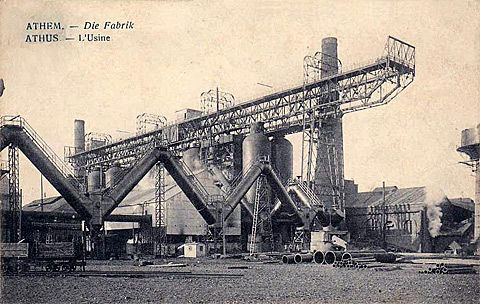
En 1977, l'usine d'Athus fut l'une des premières grosses usines sidérurgiques de la région à fermer ses portes.

Depuis le milieu du XIXe siècle, la principale activité dans toute cette région est le travail du fer: la métallurgie et la sidérurgie. On y construisit, en nombre, de grosses usines de ce type, que ce soit côté belge (avec notamment l'usine d'Athus), français ou luxembourgeois. En effet, le sol y est ferreux et on peut en extraire la minette lorraine.
Cette activité, très lucrative, connut un essor monumental pendant plus d'un siècle s'inscrivant dans la révolution industrielle des pays européens. Cependant, peu après le milieu du XXe siècle, l'ouverture des marchés et la concurrence forte provenant des autres continents, mêlée à la trop faible teneur en fer de la fameuse « minette lorraine », fit que la métallurgie n'était plus assez rentable et, vers les années 1970, de nombreuses usines commencèrent à fermer leurs portes, les grands groupes industriels les détenant préférant délocaliser leurs activités à l'étranger.
Cela engendra une crise socio-économique importante dans la région, ainsi qu'une fuite de la population allant chercher du travail ailleurs et une hausse nette du chômage pour ceux qui restèrent.

### Création
Afin de redynamiser l'économie, plusieurs projets furent mis à l'étude dans les années 1980 grâce aux fonds européen de développement régional créés en 1975. La déclaration commune instituant le P.E.D. fut signée à Luxembourg le 19 juillet 1985 par les représentants des trois pays : 
- Belgique : Jean-Maurice Dehousse, président de la Région wallonne
- France : Gaston Deferre, Haut-commissaire au plan.
- Luxembourg : Jacques Santer, Premier ministre du Luxembourg

Il crée un territoire transfrontalier d’accueil d'entreprises et de partenariats entre les communes d'Aubange (Belgique), de Longwy (France), de Mont-Saint-Martin et de Pétange, mis à la disposition des investisseurs pour faire revenir l'emploi et la prospérité dans la région.
Ces actions furent menées par les autorités mais également par de nouvelles collectivités telles que l'intercommunale belge IDELUX ou la Communauté de communes de l'agglomération de Longwy, en France.

## Géographie
Véritablement centré au cœur de la Grande Région et de l'Europe, le PED est situé autour des trois frontières entre la France, la Belgique et le Grand-Duché de Luxembourg, les trois villes principales étant Longwy, Athus et Pétange, qui forment entre elles une agglomération urbaine de plus de 120 000 habitants : l'agglomération transfrontalière du pôle européen de développement. Il est bordé par la Chiers et quelques-uns de ses affluents mais aucun n'est navigable à cet endroit.

## Économie

### Commerces

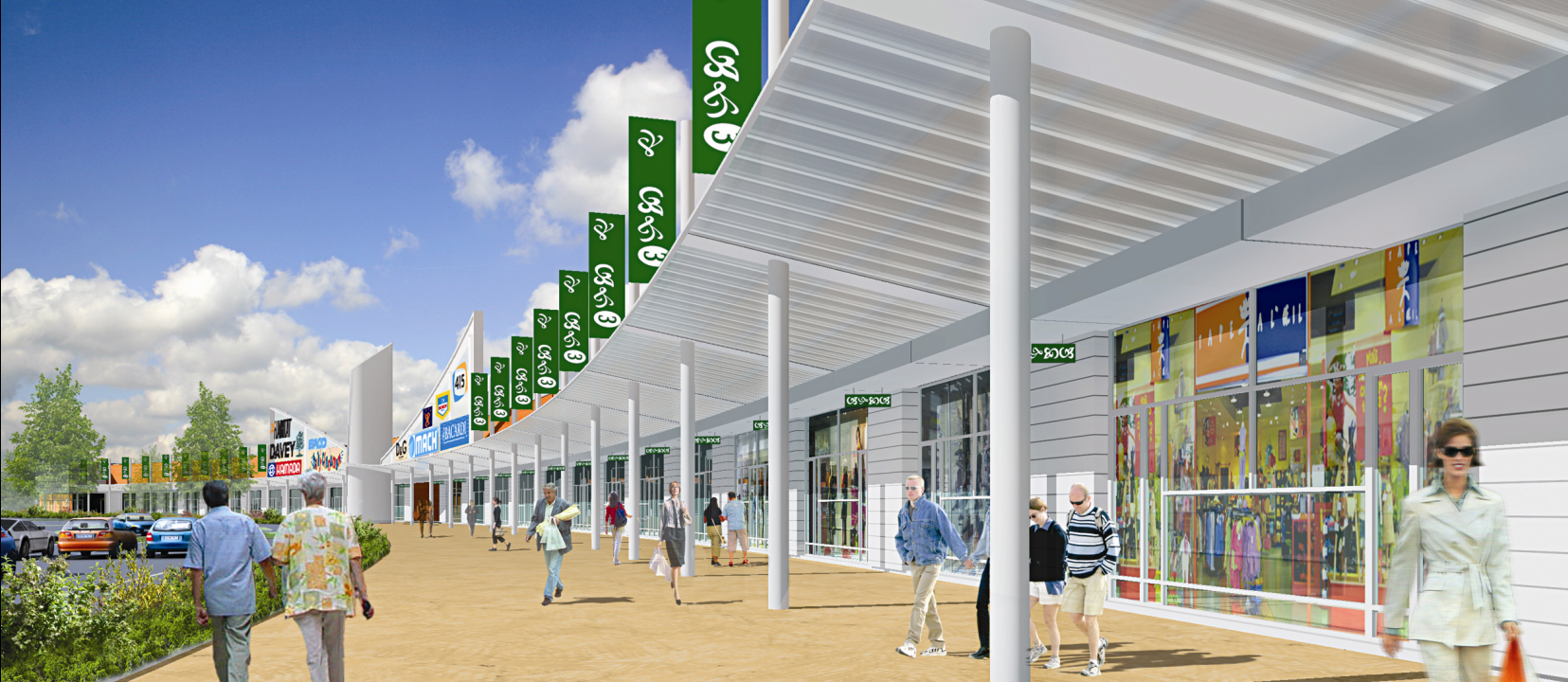
L'espace commercial du Pôle Europe, à Mont-Saint-Martin (France).

Une grande quantité d'espaces commerciaux se trouvent sur le P.E.D., dont des grandes surfaces tel que le Pôle Europe à Mont-Saint-Martin en France. Un hôtel homonyme se trouve également sur l'aire de repos et de service du poste-frontière d'Aubange / Mont-Saint-Martin, sur l'autoroute A28 / RN52.

### Industries

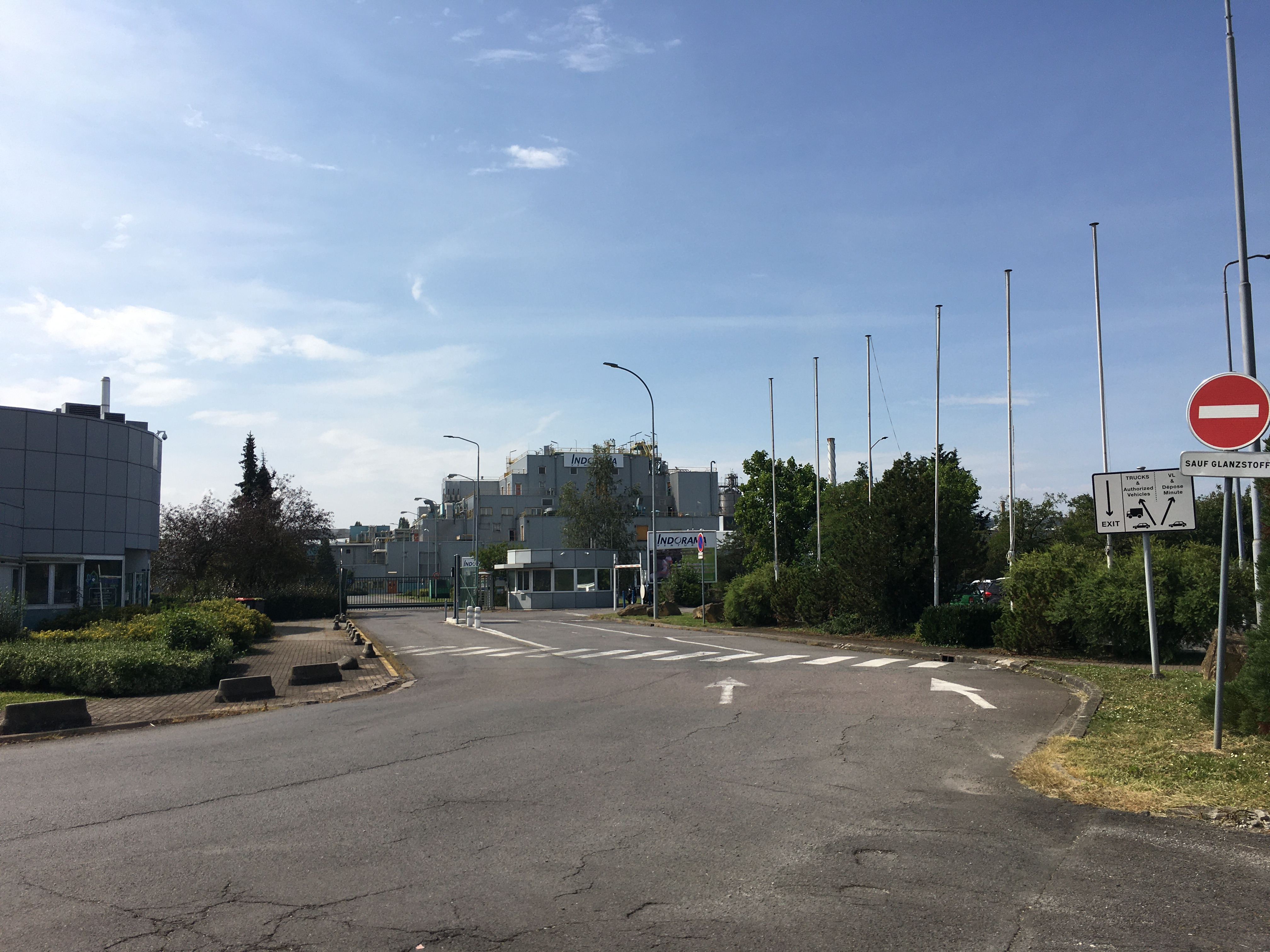
Entrée du site d'Indorama Ventures (ex Glanzstorff) à Longlaville (France).

Côté belge, on trouve entre autres le plus grand port sec du pays : le terminal conteneurs d'Athus, qui, comme son nom l'indique, est actif dans le transport de conteneurs par le rail, et spécialement depuis et vers les ports d'Anvers, Zeebruges et Rotterdam.
Côté luxembourgeois, le P.E.D. accueille un site Seveso « seuil haut » sur la route de Longwy à Rodange : l'usine Catalyst Recovery, spécialisée dans le traitement de catalyseurs industriels. L'usine est implantée à quelques mètres du tripoint transfrontalier Belgique-France-Luxembourg. On trouve également l'un des sites d'ArcelorMittal du pays à Rodange, le long de l'avenue de l'Europe.
Côté français, on trouve à Longlaville l'usine Glanzstoff, rattachée au groupe Indorama Ventures depuis 2017, spécialisée dans le textile industriel. Non loin de là, un projet de construction d'une usine de recyclage de PET est également en cours et devrait voir le jour en 2025.

### Industries disparues
- Daewoo, Mont-Saint-Martin, incendiée en 2003[6].
- Glaverbel, devenue AGC, à Athus, délocalisée à Moustier-sur-Sambre en 2016[7].

## Transports

### Route

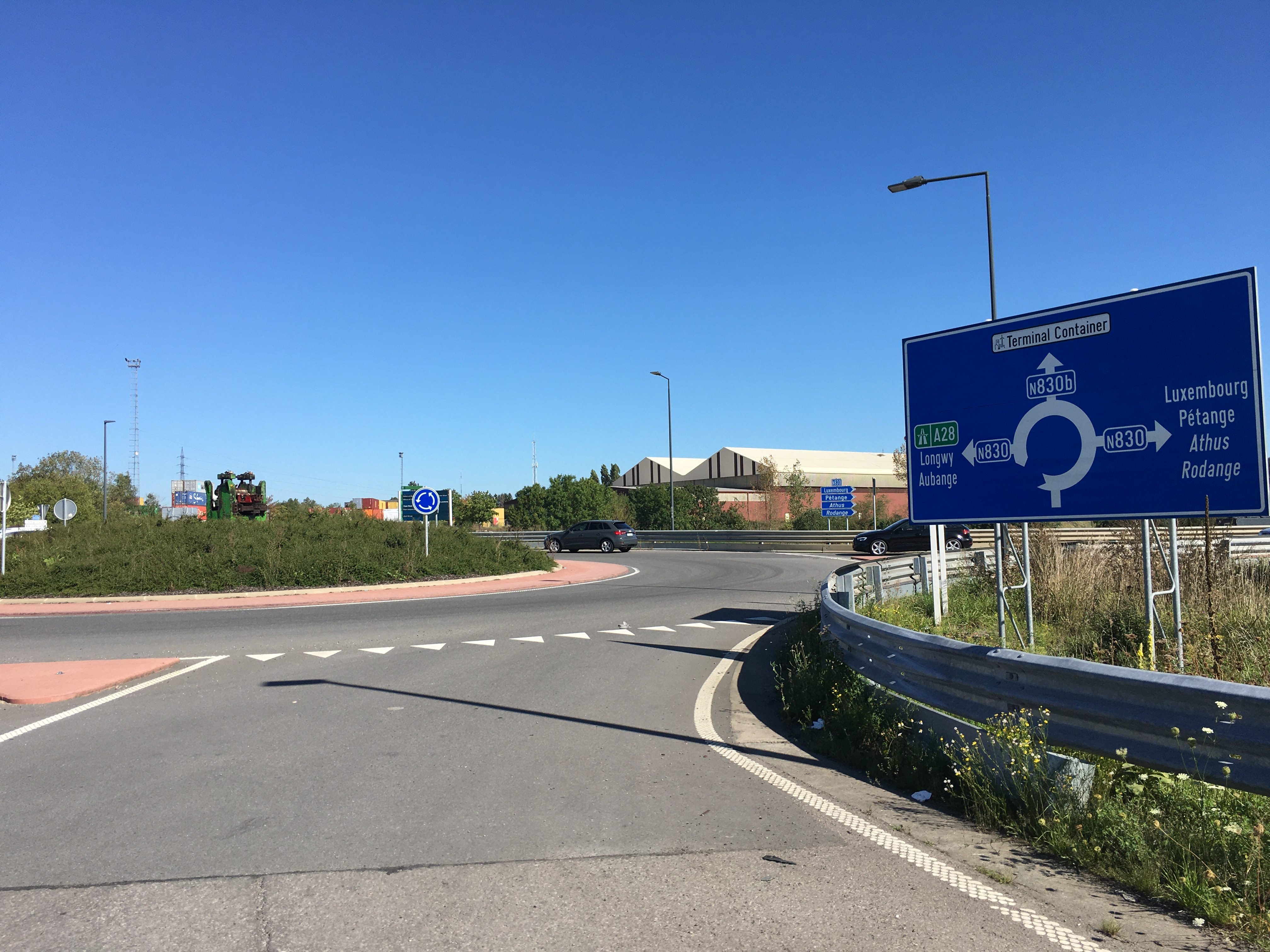
Rond-Point de l'avenue de l'Europe, au croisement avec la rue du Terminal (Athus), côté belge et le site d'ArcelorMittal de Rodange, côté luxembourgeois.

Le P.E.D. se situe au cœur d'un intense réseau routier disposé le long de l'avenue de l'Europe : 
- Belgique :
  -  , dont les futurs travaux d'achèvement devraient la connecter à Arlon et à l'autoroute belge A4 vers Bruxelles et Luxembourg, mais aussi à l'Autoroute luxembourgeoise A13 vers l'Allemagne et la Bundesautobahn 8[8].
  - , reliant Florenville, Virton et Athus.
  - , contournement sud d'Aubange

- France : 
  -  : reliant Longwy à l'autoroute A30 vers Metz et Thionville.

- Luxembourg :
  -  : vers l’autoroute A13 et Luxembourg-ville.

### Rail

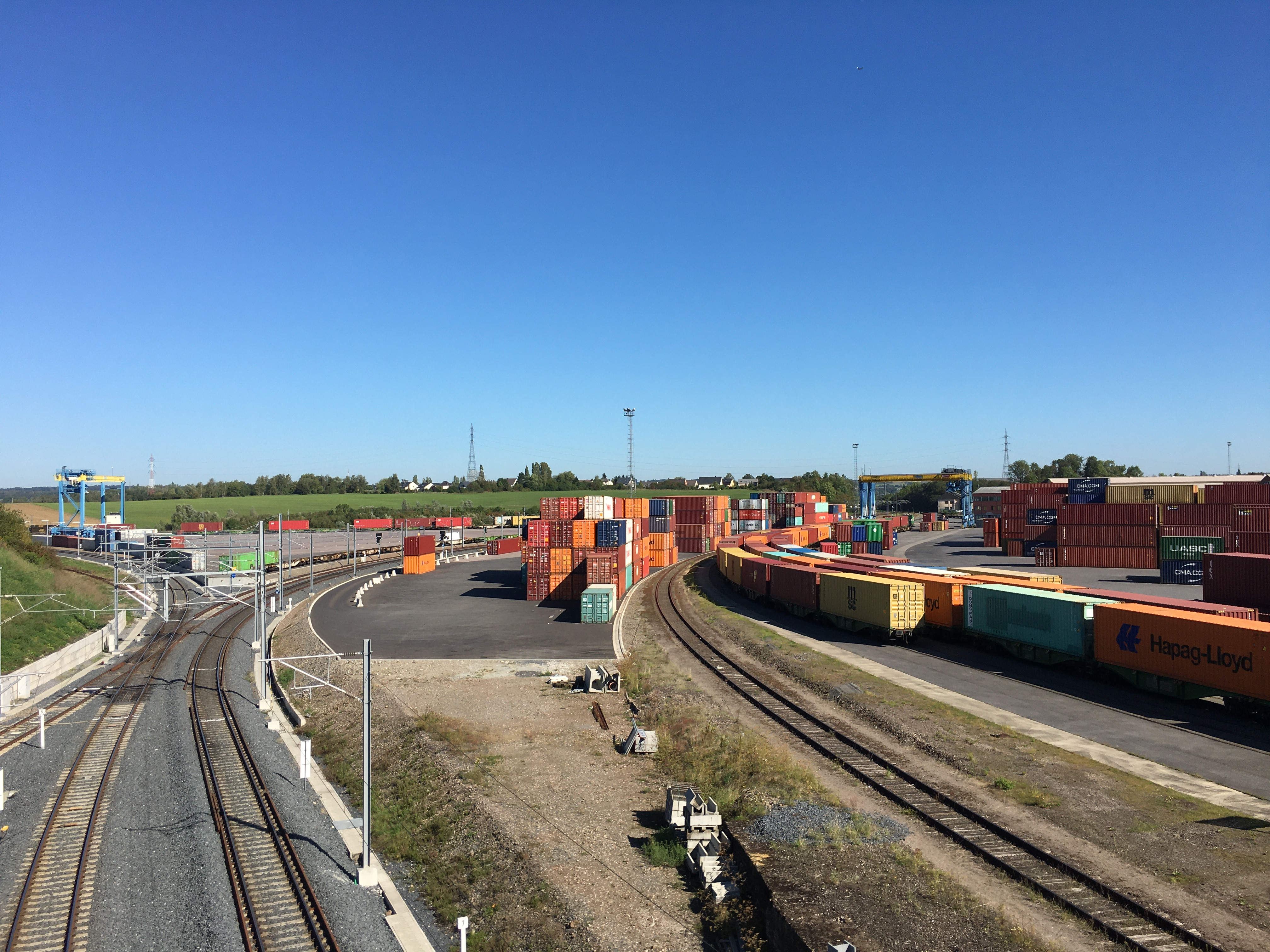
Le Terminal Container d'Athus, plus grand port sec de Belgique, est l'un des exemples de réussite de la reconversion depuis l'ère de la sidérurgie sur le site du P.E.D.

Plusieurs lignes ferroviaires et gares jouxtent et traversent le PED : 
- Belgique :
  - Les gares de d'Athus et d'Aubange.
  - La ligne 165, dite l'« Athus-Meuse », connue pour son important trafic de fret.
  - La ligne 167, connectant Athus à la Ligne 162 vers Arlon puis Bruxelles et à la ligne luxembourgeoise 5 vers Luxebourg.

- France : 
  - La gare de Longwy.
  - La ligne de Longuyon à Mont-Saint-Martin.

- Luxembourg :
  - Les gares de Pétange et Rodange.
  - La ligne 6g, reliant Pétange à Aubange.
  - La ligne 6h, reliant Pétange à Mont-Saint-Martin.
  - La ligne 6j, reliant Pétange à Athus.

### Air
Il est également situé à une trentaine de kilomètres de l'aéroport international de Luxembourg-Findel ainsi qu'à une soixantaine de kilomètres de celui de Metz-Nancy-Lorraine.

## Projets similaires

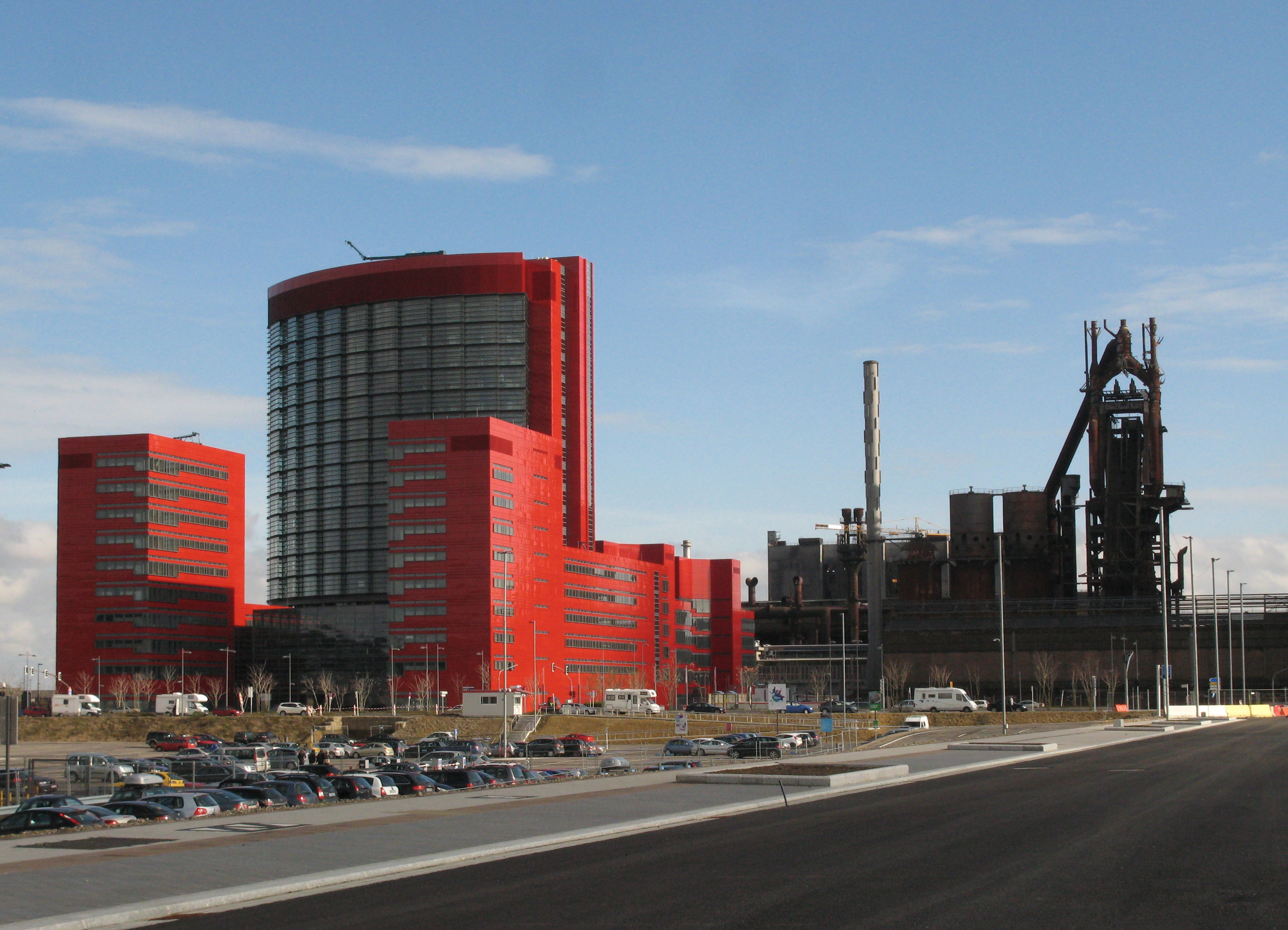
Esch-Belval, est également un projet de reconversion post-sidérurgique, situé non loin du P.E.D.

Non loin à l'est, au Grand-Duché de Luxembourg, un autre projet de transformation des anciens sites d'industrie lourde a vu le jour: le projet d'Esch-Belval.